# Ishai Golan

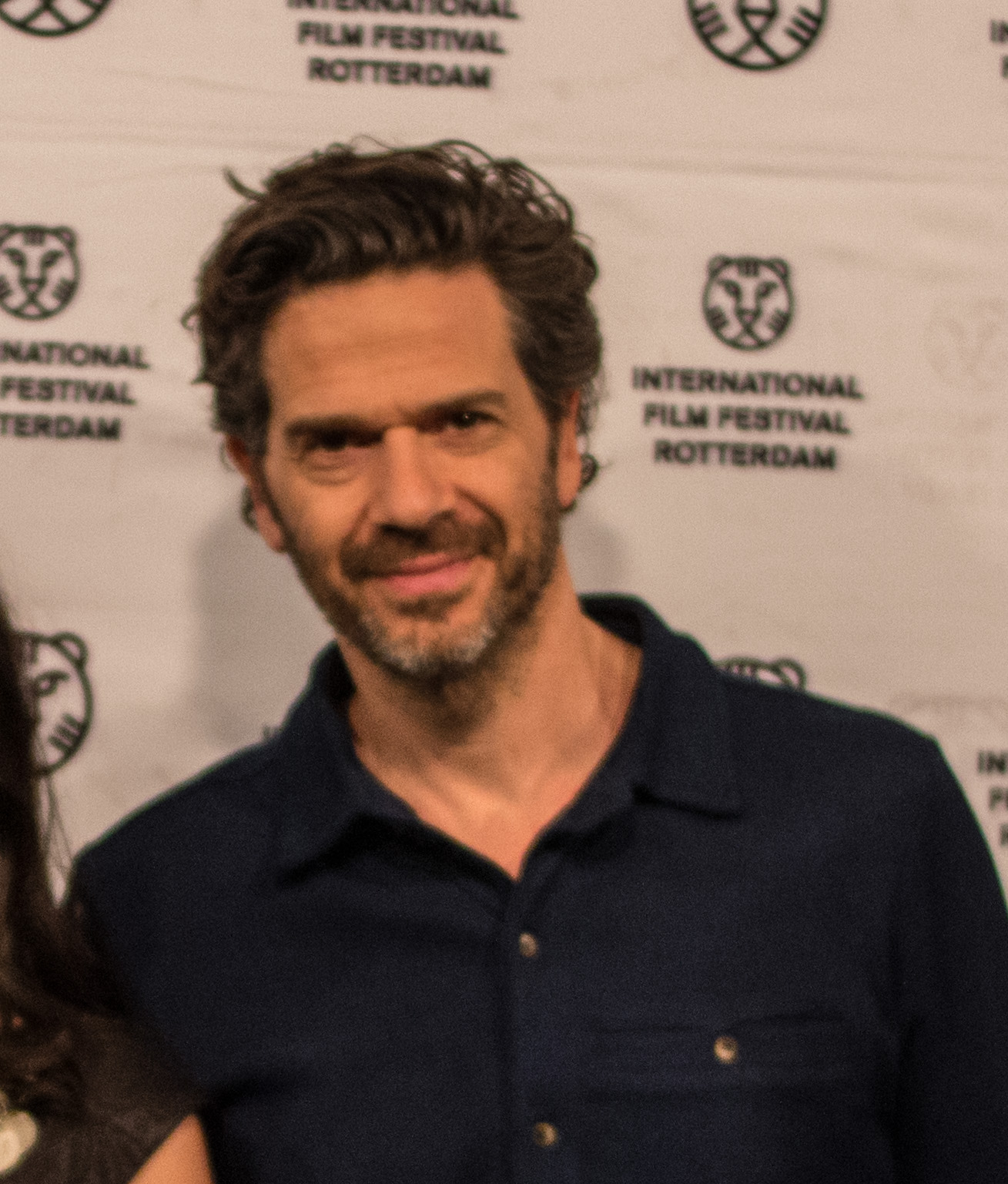
Ishai Golan (2018)

Ishai Golan (hebräisch ישי גולן; * 22. November 1973 in Ramat Gan, Gusch Dan) ist ein israelischer Schauspieler.

## Leben
Golan wurde am 22. November 1973 in Ramat Gan als Sohn einer jüdischen Familie geboren. Seine Schwester ist die Friedensaktivistin Neta Golan. Seine Kindheit verbrachte er abwechselnd in Israel und Kanada, da seine Eltern einen Juwelenhandel betrieben und geschäftlich häufiger in Nordamerika unterwegs waren. Dadurch lernte er Englisch fließend. Er ist Absolvent der Telma Yalin Arts High School in Givʿatajim. Nach seinem Militärdienst bei der IDF besuchte er die London Academy of Music and Dramatic Art.
1990 debütierte er mit 17 Jahren in dem Film Final Take Off – Der letzte Kampf im Cockpit. In den nächsten Jahren erhielt er Besetzungen in Spielfilmen und Fernsehserien. 1996 verkörperte er im Fernsehfilm die Die Uri Geller-Story titelgebende Hauptrolle des Uri Geller. 2007 übernahm er in der israelisch-deutschen Kooperation Liebesleben die Rolle des Joni. Ab demselben Jahr bis 2008 wirkte er in der Fernsehserie Ha-E in der Rolle des Max mit. Eine Nebenrolle erhielt er außerdem in Das Salz des Meeres im selben Jahr. Von 2009 bis 2012 war er in insgesamt 24 Episoden der Fernsehserie Hatufim – In der Hand des Feindes in der Rolle des Uri Zach zu sehen. Weitere größere Serienrollen erhielt er in den Fernsehserien Ta Gordin, Kfulim und Kipat Barzel. Von 2017 bis 2020 verkörperte er in insgesamt 22 Episoden der Fernsehserie Greenhouse Academy die Rolle des Carter Woods. Er übernahm 2018 außerdem die männliche Hauptrolle des Benjamin im Horrorfilm Golem – Wiedergeburt.

## Filmografie (Auswahl)
- 1990: Final Take Off – Der letzte Kampf im Cockpit (Derech Ha'nesher)
- 1992: Hessed Mufla
- 1993: Manat Yeter
- 1995: Sitton (Fernsehserie, Episode 1x01)
- 1996: Die Uri Geller-Story (Mindbender) (Fernsehfilm)
- 1998: Tironoot (Fernsehserie, 6 Episoden)
- 2000: Mivtzah YY (Kurzfilm)
- 2000: The Last Warrior (The Last Patrol)
- 2000: Delta Force One: The Lost Patrol
- 2001: Shisha Million Rasisim
- 2001: Aball'e (Fernsehfilm)
- 2003: Der Tango der Rashevskis (Le tango des Rashevski)
- 2003–2005: Ahava Me'ever Lapina (Fernsehserie, 3 Episoden)
- 2007: Liebesleben
- 2007–2008: Ha-E (Fernsehserie, 30 Episoden)
- 2008: Das Salz des Meeres (Milh Hadha l-Bahr/ملح هذا البحر)
- 2008: Gefilte Fish (Kurzfilm)
- 2009: Bed Stories (Kurzfilm)
- 2009–2012: Hatufim – In der Hand des Feindes (chaṭūfīm/חטופים) (Fernsehserie, 24 Episoden)
- 2011: The Slut
- 2011: Ad Sof Ha-kaitz
- 2012: Tanoochi (Fernsehserie, 2 Episoden)
- 2012: Pastrami (Kurzfilm)
- 2013: Streets of Rage (Kurzfilm, Erzähler)
- 2014–2015: Ta Gordin (Fernsehserie, 10 Episoden)
- 2015: Kfulim (Fernsehserie, 8 Episoden)
- 2016: Der Tel-Aviv-Krimi (Fernsehserie, Episode 1x02)
- 2016: Antenna
- 2016: Hadereh lean
- 2017: Soup (Kurzfilm)
- 2017: Zaam (Mini-Serie)
- 2017: Family
- 2017: Bayit Bagalil
- 2017: Viki VeAni (Fernsehserie, 3 Episoden)
- 2017: Kipat Barzel (Fernsehserie, 6 Episoden)
- 2017–2020: Greenhouse Academy (Fernsehserie, 22 Episoden)
- 2018: Der Fall Sarah & Saleem (The Reports on Sarah and Saleem)
- 2018: Not What You Think (Lo Hakol Varod) (Fernsehserie, Episode 1x03)
- 2018: Golem – Wiedergeburt (The Golem)
- 2018: Masks On (Kurzfilm)
- 2018: With Shut Eyes (Kurzfilm)
- 2020: Manayek – Die Verräter (Manayek, Fernsehserie, 10 Episoden)
- 2020: Haarucha
- 2021: Plan A – Was würdest du tun? (Plan A)
- 2023: White Bird (White Bird: A Wonder Story)